# Eura
Eura est une municipalité du sud-ouest de la Finlande, dans la province de Finlande occidentale et la région du Satakunta.

## Histoire
Eura est considérée comme un des sites les plus importants de Finlande pour les archéologues. Tout d'abord, les plus célèbres découvertes datant de l'Âge du fer en Finlande y ont été réalisées. Ensuite, Eura abritait entre le XIIIe siècle et le XVe siècle l'importante forteresse de Liinmaa, dont ne subsistent aujourd'hui que les fossés de défense.
Le premier village de forge est fondé en 1689 à Kauttua, marquant l'amorce d'une tradition industrielle qui se confirmera au XIXe siècle avant de se diversifier au début du XXe siècle avec notamment l'ouverture d'une usine de pâte à papier en 1907.
En 1970, les municipalités de Hinnerjoki et de Honkilahti ont été rattachées à Eura.

## Géographie
La commune ne rompt pas significativement la platitude et la monotonie des plaines du Satakunta. Elle est néanmoins plus sauvage que la moyenne des municipalités voisines, comptant de larges zones forestières inhabitées et une vingtaine de lacs. L'un d'entre eux, le Pyhäjärvi, est le plus grand lac du sud-ouest du pays (seulement le 29e si on considère la Finlande dans sa totalité). Celui-ci se vide dans la mer par le fleuve Eurajoki.
Les communes voisines sont Lappi à l'ouest, Eurajoki au nord-ouest, Kiukainen au nord, Köyliö au nord-est, Säkylä à l'est, et côté Finlande du Sud-Ouest Yläne au sud-est, Mynämäki au sud et Laitila au sud-ouest.

## Transport
Le centre-ville d'Eura se situe juste au nord du lac, tout près du point de départ de la rivière.
Il est traversé par la route nationale 12 entre Rauma (36 km) et Tampere (105 km), par la route principale 43 entre Harjavalta et Uusikaupunki et la Seututie 204 qui mène à Lieto.
La capitale régionale Pori est à 52 km, la capitale provinciale Turku à 90 km et Helsinki est à 210 km.
On trouve à proximité immédiate l'aérodrome d'Eura (fi).

## Démographie
Depuis 1980, l'évolution démographique d'Eura est la suivante, :
| Année      | 1980   | 1985   | 1990   | 1995   | 2000   | 2005   |
| ---------- | ------ | ------ | ------ | ------ | ------ | ------ |
| population | 13 729 | 13 630 | 13 406 | 13 438 | 12 957 | 12 807 |
| Année      | 2010   | 2015   | 2020   |        |        |        |
| population | 12 507 | 12 189 | 11 489 |        |        |        |

## Personnalités liées à Eura
Eura est connue pour être la commune d'origine de la famille Koistinen, dont les 4 fils sont devenus des bandits très célèbres en Finlande, coupables de très nombreux petits braquages (postes, stations service, épiceries...) et surnommés depuis leur arrestation les Dalton d'Eura, en allusion aux célèbres bandits américains. Le film Pahat Pojat (mauvais garçons en français), réalisé en 2003 par Aleksi Mäkelä, avec comme principaux acteurs Peter Franzén et Vesa-Matti Loiri, a connu un très large succès en Finlande.
Dans un tout autre registre, c'est aussi la municipalité de naissance du DJ Darude.
Parmi les autres personnalités d'Eura:
- Darude,
- Carl Reinhold Sahlberg,

## Jumelages
| Ville | Ville            | Pays | Pays    |
| ----- | ---------------- | ---- | ------- |
|       | Askersund        |      | Suède   |
|       | Commune de Harku |      | Estonie |

## Galerie

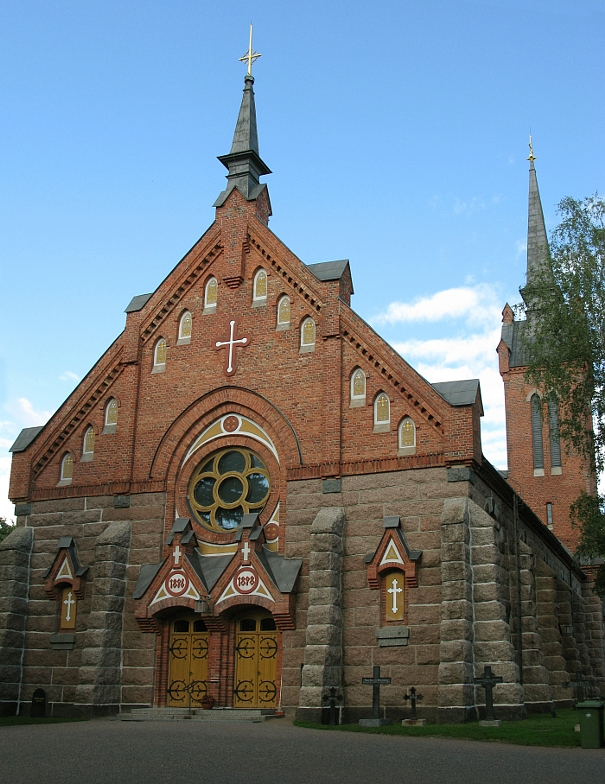
Église d'Eura
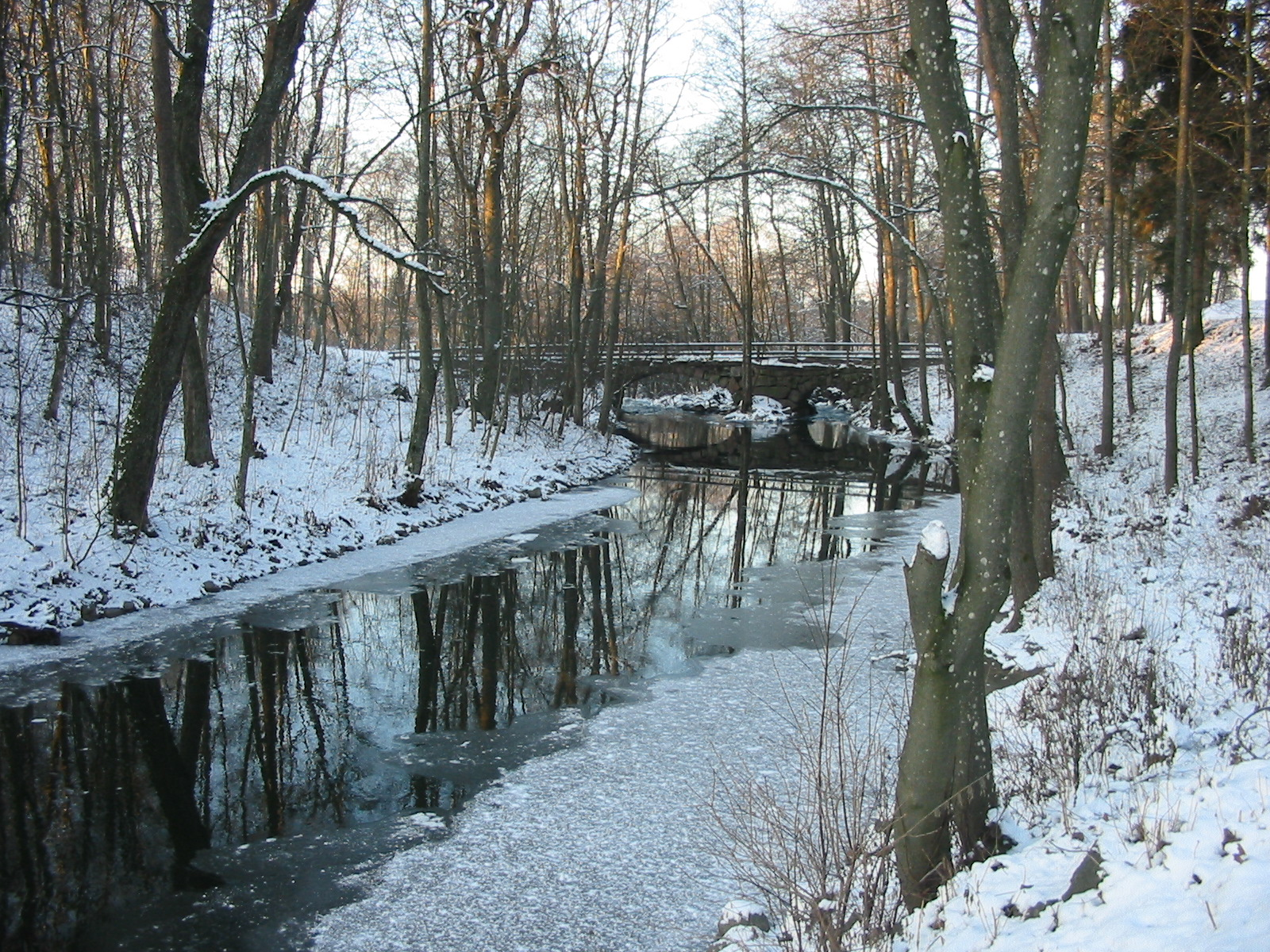
La rivière Eurajoki
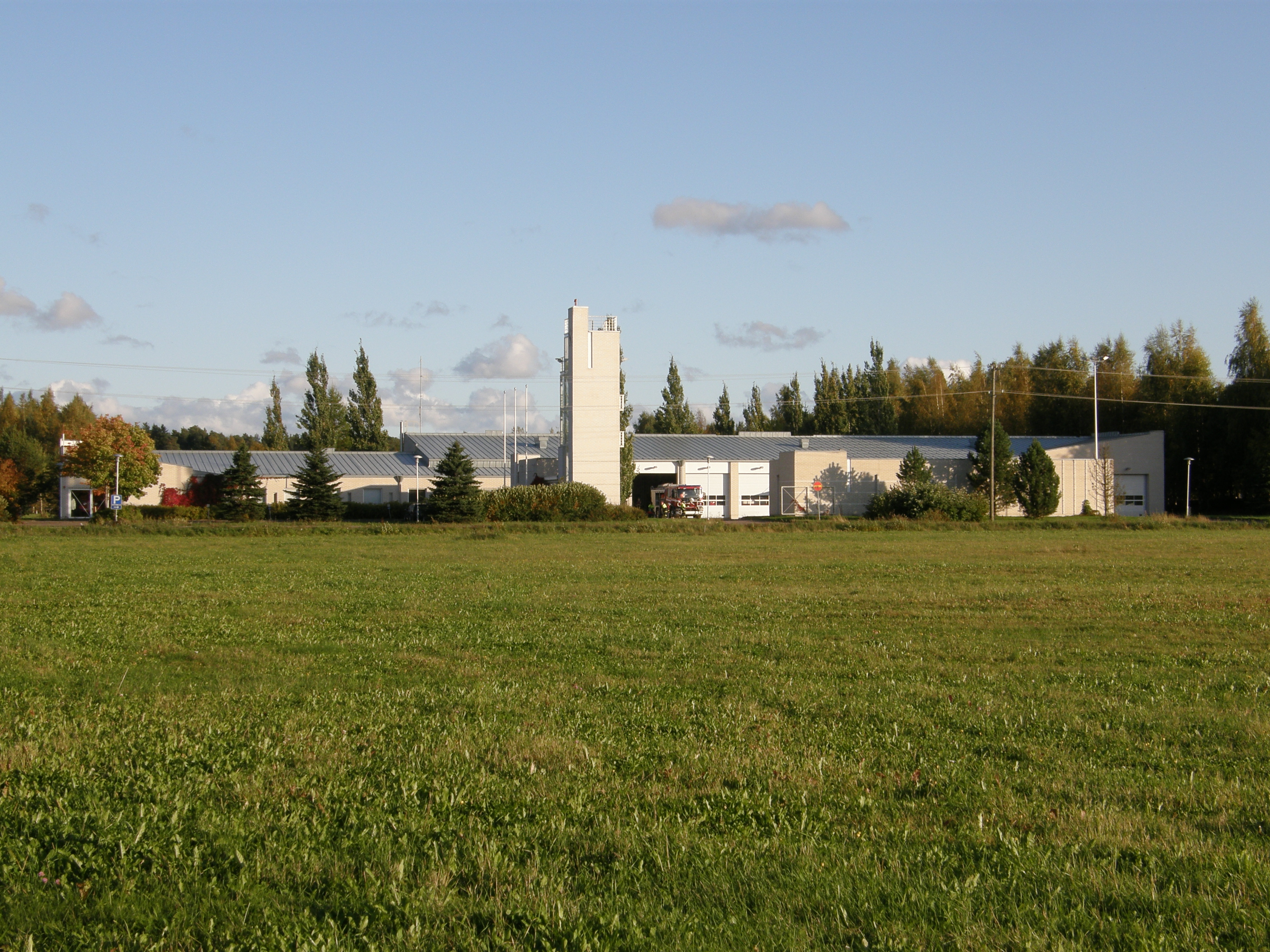
Caserne des pompiers d'Eura
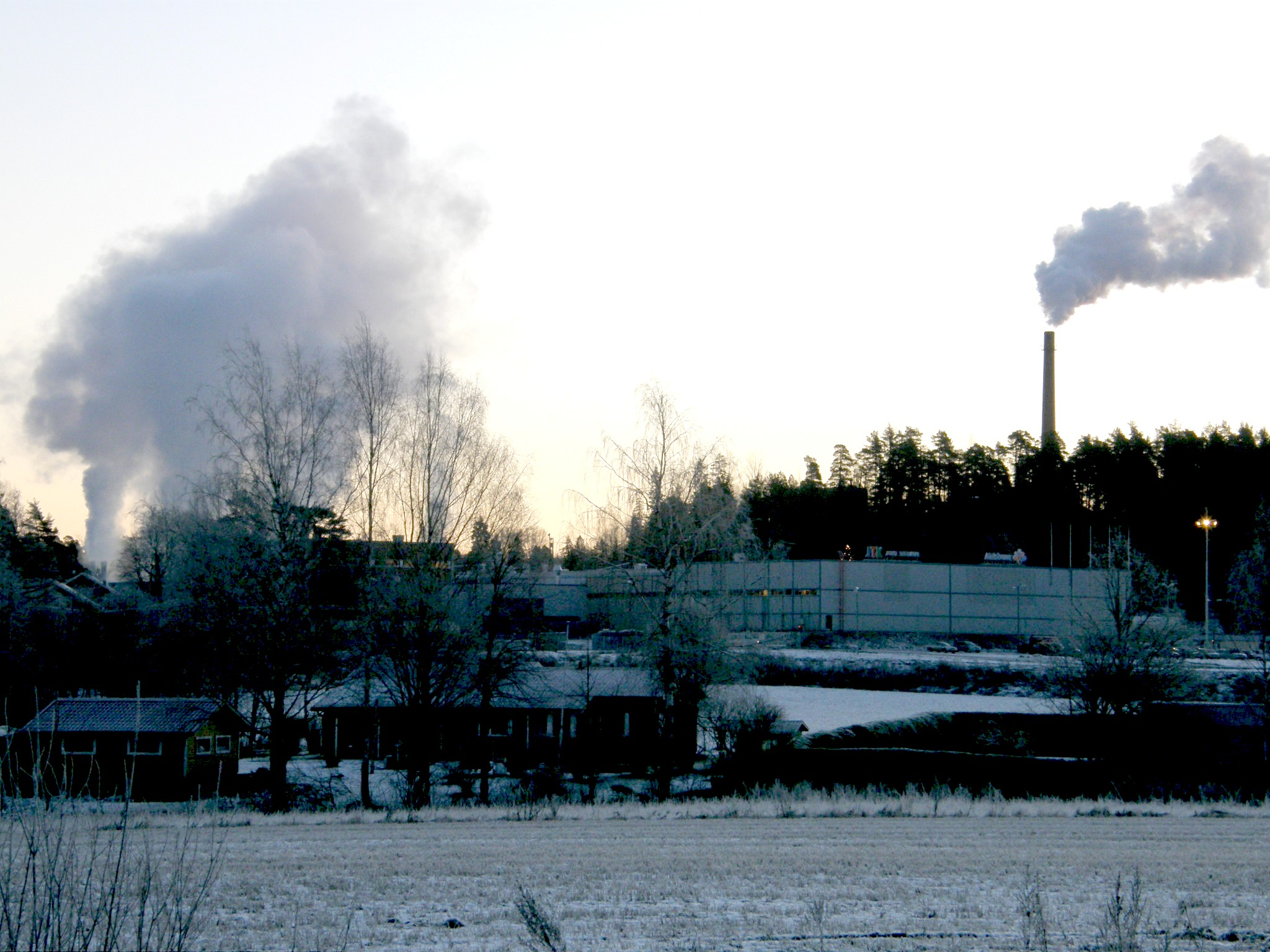
Papéterie de Kauttua
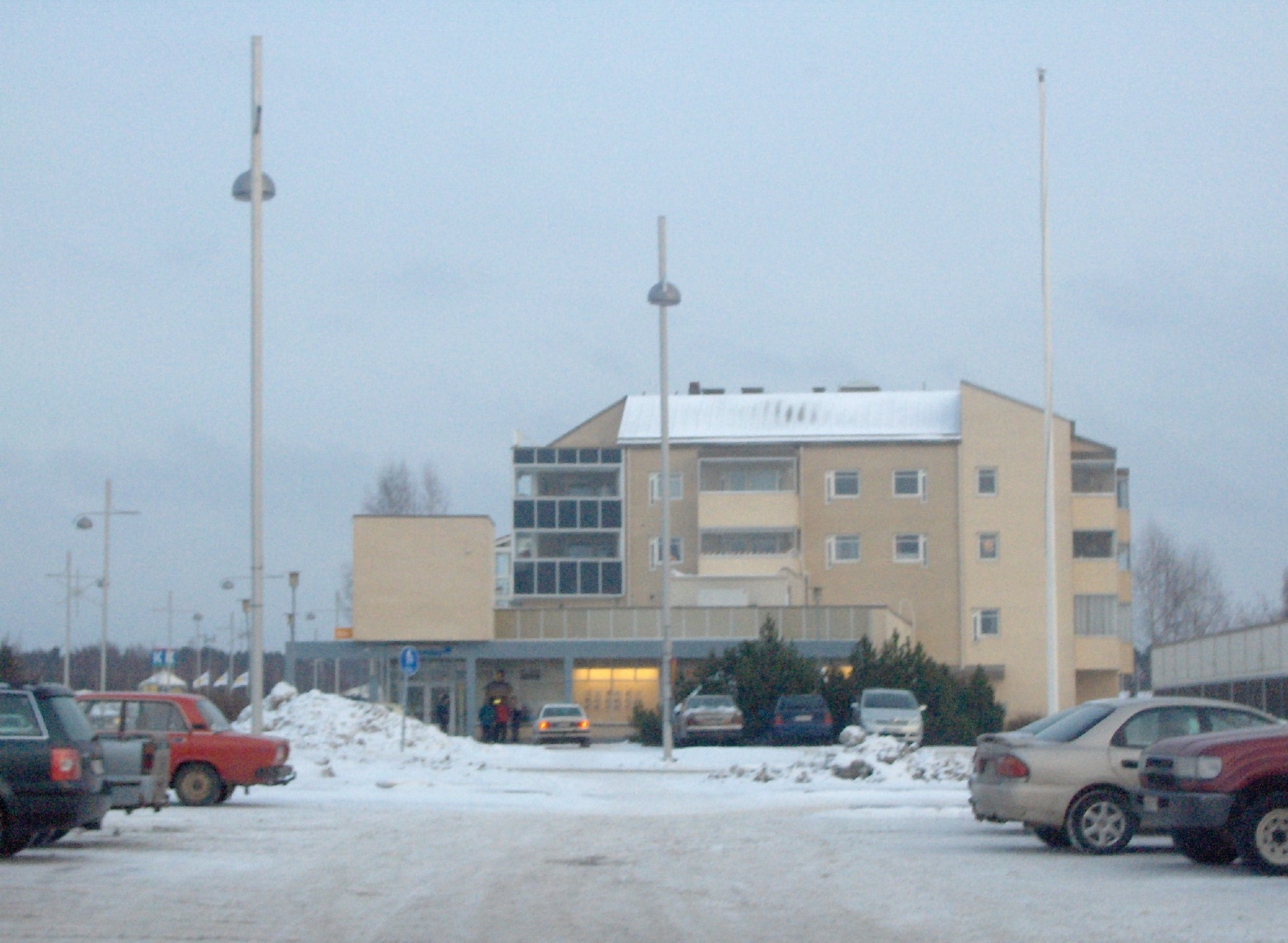
Centre-ville d'Eura
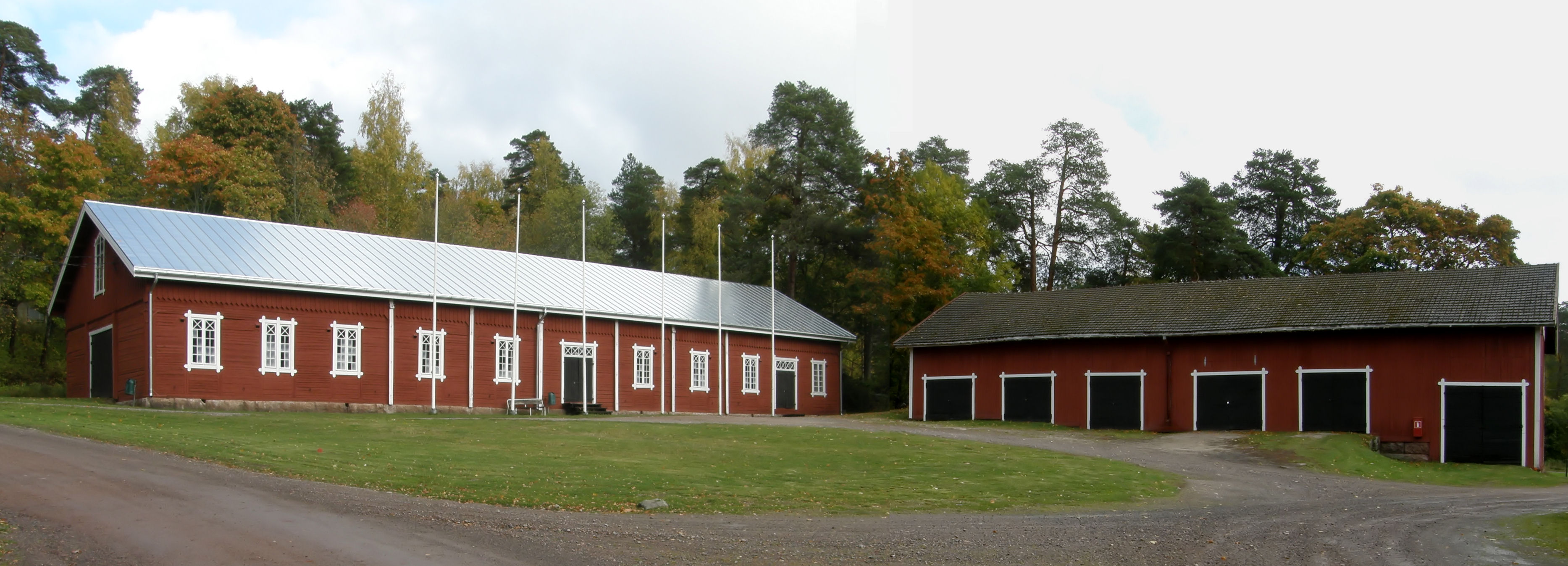
Tallinmäki à Kauttua
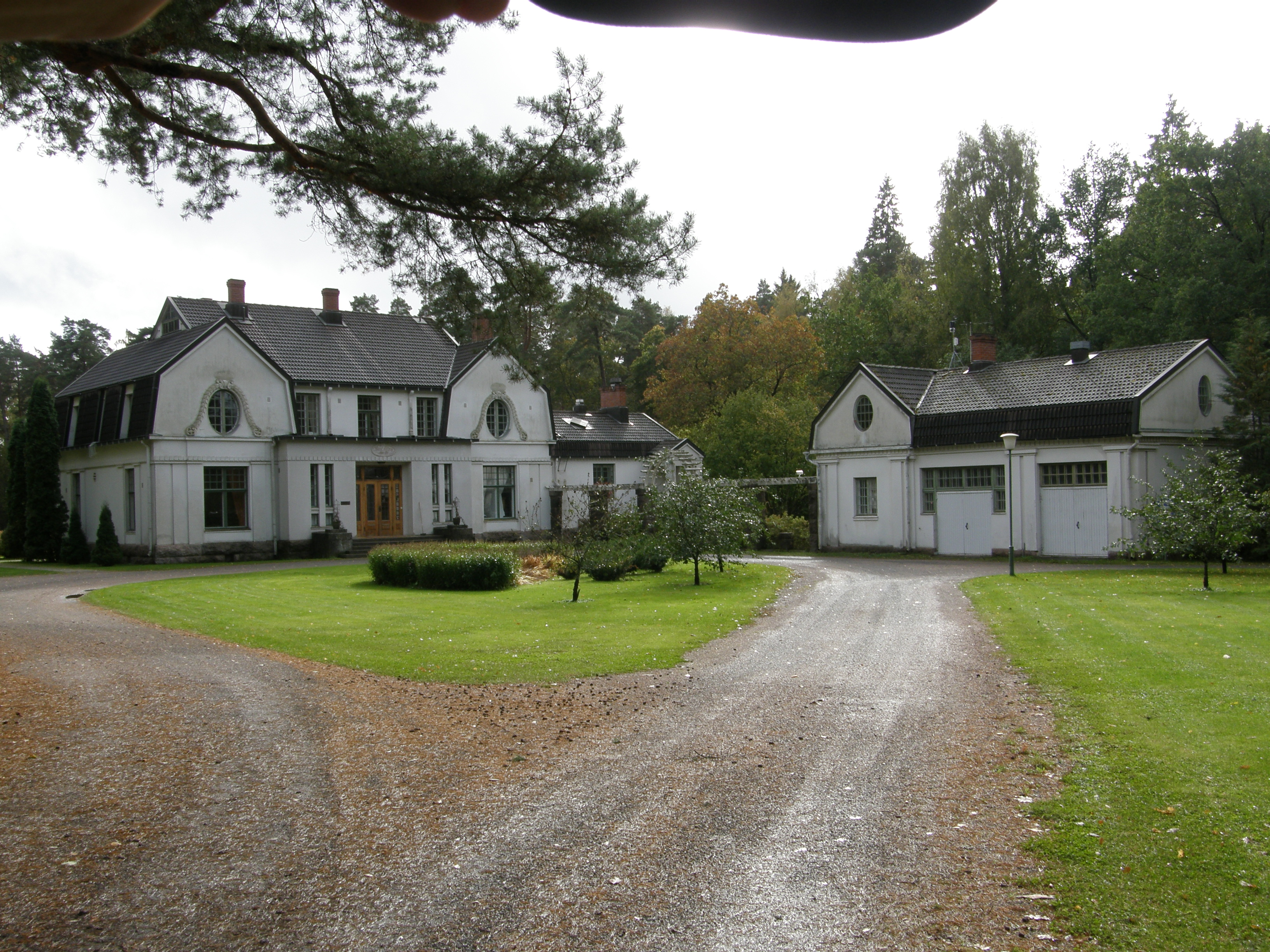
Villa Ahlström